# Аркејдија (Јужна Каролина)
Аркејдија (енгл. Arcadia) насељено је место без административног статуса у америчкој савезној држави Јужна Каролина.

## Демографија
По попису из 2010. године број становника је 2.634.
| Група             | 2000.    | 2010.         |
| Белци             | 0 (0,0%) | 1.177 (44,7%) |
| Афроамериканци    | 0 (0,0%) | 425 (16,1%)   |
| Азијати           | 0 (0,0%) | 86 (3,3%)     |
| Хиспаноамериканци | 0 (0,0%) | 910 (34,5%)   |
| Укупно            | 0        | 2.634         |